# .bz
bz. دامنه اینترنتی کشور بلیز است.